# Véronique Genest
Véronique Genest (ur. 26 czerwca 1956 w Meaux) – francuska aktorka filmowa i telewizyjna. 

## Wybrana filmografia
- 1980 : La Banquière
- 1982 : Guy de Maupassant
- 1982 : Légitime violence
- 1983 : Adam et Ève
- 1983 : J'ai épousé une ombre
- 1983 : Debout les crabes, la mer monte !
- 1984 : Tango
- 1985 : Ça n'arrive qu'à moi
- 1985 : La Baston
- 1986 : Chère canaille
- 1986 : Suivez mon regard
- 1987 : Strike
- 1987 : Stowarzyszenie złoczyńców (Association de malfaiteurs)
- 1989 : Un père et passe
- 1990 : Le grand ruban
- 1991 : On peut toujours rêver
- 1992 : Et demain ... Hollywood !
- 1991 : Les Secrets professionnels du Dr Apfelglück
- 1997 : Na łeb, na szyję (Droit dans le mur)
- 2006 : Do szczęścia trzeba ośmiorga (Un transat pour huit)
- 2011 : Merci patron

## Odznaczenia
- Legia Honorowa[1]